# Juan Carlos Ferreyra
Juan Carlos Ferreyra, (San Rafael, 12 de setembro de 1983) é um futebolista argentino que atua como atacante. Atualmente joga pelo Gimnasia y Esgrima de Mendoza.
Iniciou a carreira no San Martín de Comán, passando por Yupanqui, Independiente Rivadavia, Almirante Brown e Gimnasia de La Plata.
A partir de 2006 passa a jogar por vários países da América Latina começando pelo colombiano Deportivo Cali, os equatorianos Deportivo Cuenca, Macará e Barcelona, os argentinos Newell's Old Boys, Gimnasia e All Boys, o paraguaio Olimpia.
Em 16 de janeiro de 2014 foi contratado por um ano pelo Botafogo.

## Títulos
Barcelona
- Campeonato Equatoriano: 2012

## Estatísticas
Todos os gols de Ferreyra pelo Botafogo:
|    | Data                    | Local                              | Placar | Resultado | Adversário              | Gols | Competição                           |
| -- | ----------------------- | ---------------------------------- | ------ | --------- | ----------------------- | ---- | ------------------------------------ |
| 1. | 11 de fevereiro de 2014 | Rio de Janeiro, Maracanã           | 2–0    | 2–0       | San Lorenzo             | 1    | Copa Libertadores da América de 2014 |
| 2. | 16 de fevereiro de 2014 | Volta Redonda, Raulino de Oliveira | 2–1    | 2–1       | Duque de Caxias         | 1    | Campeonato Carioca de 2014           |
| 3. | 26 de fevereiro de 2014 | Santiago, Santa Laura              | 1–1    | 1–1       | Unión Española          | 1    | Copa Libertadores da América de 2014 |
| 4. | 6 de março de 2014      | Rio de Janeiro, Moça Bonita        | 1–0    | 2–2       | Audax Rio               | 1    | Campeonato Carioca de 2014           |
| 5. | 18 de março de 2014     | Rio de Janeiro, Maracanã           | 1–0    | 1–0       | Independiente del Valle | 1    | Copa Libertadores da América de 2014 |